# Langues romanes occidentales
Les langues romanes occidentales sont les langues romanes parlées dans la partie occidentale de la Romania (zone d’influence linguistique de l’Empire romain).

## Présentation

Carte chronologique montrant le développement et l'évolution des langues parlées dans la péninsule Ibérique de l'an 1000 à nos jours.

Ce groupe de langues inclut les deux groupes suivants, :
- gallo-roman, au sens large : français / langue d'oïl, occitan, catalan, et les parlers cisalpins (rhéto-frioulan et gallo-italien) ;
- ibéro-roman, au sens strict : espagnol (incluant les langues proches comme l’aragonais et l’astur-léonais) et le galaïco-portugais ( galicien et portugais).

Ce groupe exclut les langues romanes orientales comprenant les langues italo-romanes situées au sud de la ligne La Spezia-Rimini et les langues balkano-romanes (dalmate, disparu, et langues roumaines) ainsi que le sarde (au sens large, c'est-à-dire incluant le corse méridional), qui occupe une place particulière en raison d’un maintien de traits anciens et est parfois considéré comme un troisième groupe,.
Cette division se fonde sur certains traits évolutifs distinctifs et notables, comme la sonorisation des consonnes intervocaliques sourdes, la stabilité des consonnes sourdes à l'initiale et le maintien du -s final latin. Les langues romanes occidentales montrent également une tendance générale à la perte de l’accentuation proparoxytone, qui se manifeste la plupart du temps par la chute de la voyelle post-tonique.
D’un point de vue historique, la division entre les deux blocs, oriental et occidental, correspond à la fin de l'époque impériale, où le foyer d’irradiation linguistique se décentre de l'Italie vers la Gaule.